# Börje Rajalin
Börje Bernhard Rajalin, född 11 februari 1933 i Helsingfors, är en finländsk konsthantverkare.
Rajalin är mest känd som silversmed (har arbetat främst för Kalevala Koru), men har även verkat som industridesigner (elmotorer för Oy Strömberg Ab, metrotåg i Helsingfors, med mera). Särskilt under 1980-talet anlitades han flitigt som utställningsarkitekt. Han var överlärare i metallkonst vid Konstindustriella läroverket 1962–1972 och föreståndare för Konstindustriella yrkesskolan 1969–1972.
Han erhöll guldmedalj på triennalen i Milano 1960 och Lunningpriset 1963.